# Lappula subsessilis
Lappula subsessilis är en strävbladig växtart som först beskrevs av Wilhelm Vatke, och fick sitt nu gällande namn av Werner Rodolfo Greuter och Burdet. Lappula subsessilis ingår i släktet piggfrön, och familjen strävbladiga växter. Inga underarter finns listade i Catalogue of Life.